# 龙科弗雷多
龙科弗雷多（義大利語：Roncofreddo），是意大利费利-切塞纳省的一个市镇。总面积51平方公里，人口3365人，人口密度66.0人/平方公里（2009年）。ISTAT代码为040037。